# Isadora Rodrigues
Isadora Aleixo Rodrigues est une ancienne joueuse brésilienne de volley-ball née le 25 février 1990 à Tesouro (Mato Grosso). Elle mesure 1,84 m et jouait au poste d'attaquante. Elle a totalisé 5 sélections en équipe du Brésil.

## Clubs
| Club                   | De        | À         |
| ---------------------- | --------- | --------- |
| Grêmio de Vôlei Osasco | 2004-2005 | 2007-2008 |
| Sport Club do Recife   | 2008-2009 | 2008-2009 |
| Grêmio de Vôlei Osasco | 2009-2010 | 2009-2010 |
| São Jose dos Campos    | 2010-2010 | 2010-2010 |
| ALKO Bandung           | 2011-2011 | 2011-2011 |
| São Caetano            | 2011-2012 | 2012-2013 |

## Palmarès

### Équipe nationale
- Championnat d'Amérique du Sud  des moins de 20 ans
  - Vainqueur : 2008.

### Clubs
- Championnat sud-américain des clubs
  - Vainqueur : 2009.
- Championnat du Brésil
  - Vainqueur : 2010.

### Distinctions individuelles
- Championnat d'Amérique du Sud féminin de volley-ball des moins de 20 ans 2008: Meilleure attaquante.